# Maramabohne
Die Maramabohne (Tylosema esculentum, Syn.: Bauhinia esculenta Burch.), auch Kletterbauhinie genannt, ist eine Nutzpflanzenart aus der Familie der Hülsenfrüchtler (Fabaceae).

## Nutzung
In der Kalahari wird die Maramabohne als Gemüse gegessen. Sie werden auch geröstet oder zu Mehl vermahlen oder ihr linolreiches Öl wird verzehrt. Die Knollen und Samen haben einen Geschmack der dem von Cashew-Nüssen ähnelt.

## Beschreibung
Die Maramabohne ist ausdauernd, hat meist niederliegende Sprossachsen und wächst als halbstrauch oder als krautige Pflanze. Die Stängel breiten sich etwa 6 Meter weit aus. Es sind kürzere, gabelige Ranken ausgebildet.
Die wechselständigen, einfachen und gestielten, ledrigen Laubblätter sind zweilappig zerschnitten mit oft aufrechten, rundlichen bis nierenförmigen Lappen oder (fast) bis zweizählig. Sie sind bis zu 5–7 cm lang und 7–10 cm breit (mit beiden Lappen), sowie ganzrandig. Es sind kleine Nebenblätter vorhanden. Die jungen, weichen Blätter sind rötlich. Die Nervatur ist handförmig und unterseits erhaben. Die Blätter sind oberseits kahl und unterseits manchmal behaart.
Die mehrblütigen, gestielten und seitenständigen Trauben sind bis 16 Zentimeter lang. Die süßlich duftenden, zwittrigen, fünfzähligen und heterostylen, langstieligen Blüten mit doppelter Blütenhülle, sind anfangs gelb, dann rötlich. Es sind kleine Trag- und Vorblätter ausgebildet. Die Kelchzipfel und die dicklichen Blütenstiele sind mehr oder weniger behaart. Die Petalen sind genagelt mit rundlicher, etwas knittriger Platte, eine ist deutlich kleiner als die anderen vier. Es sind nur zwei fertile Staubblätter und acht Staminodien ausgebildet. Die Blüten haben oberständige und einkammerige Fruchtknoten. 
Die anfangs rötlichen, dann grünen und zur Reife holzigen und dunkelbraunen, an den Samen etwas eingeschnürten und flachen, kurz bespitzten, kahlen Hülsenfrüchte sind 3,5–7,5 Zentimeter lang und enthalten meist 1–2 (bis 6) Samen. Die rötlich- bis dunkelbraunen, fein texturierten, glatten Samen sind rundlich bis eiförmig und 1,3–2,5 Zentimeter groß.  
Die sehr trockenheitstolerante Pflanze ist frosttolerant bis zu einer Temperatur von −2–3 °C. Sie überdauert die Trockenzeiten mit fast kopfgroßen 10–14 kg, manchmal bis zu 300 kg schweren, sehr wasserreichen (bis 90 %), tief im Boden liegenden Knollen.
Die Samen keimen bei warmer Witterung vor allem nach Niederschlägen. Sie wachsen am besten bei pH-neutraler bis leicht saurer Reaktion in sandigen Böden.

## Taxonomie
Die Erstbeschreibung des Basionyms Bauhinia esculenta erfolgte 1824 durch William John Burchell in Travels in the interior of South Africa 2: 589. Die Umteilung zu Tylosema esculentum erfolgte 1960 durch Annelis Schreiber in  Mitt. Bot. Staatssamml. München 3: 611. Weitere Synonyme sind Bauhinia bainesii Schinz, Bauhinia burkeana Benth. ex Harv. & Sond. und Phanera burkeana Benth.

## Verwendung
Die Samen werden gekocht verwendet oder zu Mehl verarbeitet. Nach dem Rösten haben die Samen einen köstlichen, nussigen Geschmack, der Kaffeebohnen oder gerösteten Cashewnüssen ähnelt. Sie können dann als Mandelersatz dienen. Die unreifen Samen und Stängel können als Gemüse oder in Suppen gekocht gegessen werden.
Auch ein Speiseöl kann aus den Samen erhalten werden. Es ist goldgelb mit nussigem Geruch und angenehmem, wenn auch leicht bitterem Geschmack.
Die süß schmeckende junge, etwa 1 kg schwere Knolle kann gebacken, gekocht oder geröstet werden. Allerdings dürfen sie nicht älter als zwei Jahre sein, sonst sind sie fibrös und bitter. Sie können aber als Wasserquelle genutzt werden. 
Die Pflanze wurde von den Buschleuten der San genutzt.

## Inhaltsstoffe
Die Samen enthalten 31–37 % Eiweiß (mit 5 % Lysin), 36–43 % Fett und ca. 13,5–18,5 % Kohlenhydrate. 

## Verbreitung
Die Maramabohne ist in den Trockengebieten des südwestlichen Afrika (Kalahari, Namib, Botswana, Namibia und in Angola bis im nördlichen Südafrika sowie in Sambia und Mosambik) heimisch. Sie wird darüber hinaus in Perth, Australien (Francis & Campbell 2003) genauso erfolgreich angebaut, wie in den USA. Die Art wird zur Domestikation empfohlen und der Anbau wird in Zukunft zunehmen. 